# شيراز بشري
شيراز بشري (مواليد 23 تمّوز/يوليو 1998) هي لاعبة تنس تونسية مُحترِفة. صُنِّفت بشري في الرابع عشر من كانون الأول/ديسمبر 2015 في المرتبة 580 عالميًا وهو أعلى تصنيفٍ تصلُ له، كما احتلَّت المرتبة 697 عالميًا على مستوى تصنيف الزوجي وذلك في الثامن من تشرين الأول/أكتوبر 2018. فازت بشري بلقبٍ فردي واحدٍ ولقبين زوجيين حتى الآن في مسيرتها المهنية. مثَّلت شيراز المنتخب التونسي في كأس فيد حيث سجلت رقمًا قياسيًا في الفوز بلغ 19 - 12.

## النهائيات

### فردي: 5 (1-4)
| البطولة              |
| -------------------- |
| بطولات 100،000 دولار |
| بطولات 75000 دولار   |
| بطولات 50،000 دولار  |
| البطولات 25000 دولار |
| بطولات 15000 دولار   |
| بطولات 10000 دولار   |

| النهائيات        |
| ---------------- |
| ملعب صلب (1-4)   |
| ملعب ترابي (0–0) |
| ملعب عشبي (0-0)  |
| ملعب سجَّاد (0-0)  |

| المركز        | التاريخ                     | البطولة        | الملعب   | المنافسة         | النتيجة النهائيّة |
| ------------- | --------------------------- | -------------- | -------- | ---------------- | ---------------- |
| المركز الثاني | 5 أيلول/سبتمبر 2015         | تونس           | ملعب صلب | مانون أركانجيولي | 4-6 ، 3-6        |
| المركز الثاني | 13 أيلول/سبتمبر 2015        | تونس           | ملعب صلب | جوزفين بوعلام    | 6-7 (4-7) ، 0-6  |
| المركز الثاني | 30 تشرين الثاني/نوفمبر 2015 | تونس           | ملعب صلب | إيزابيلا شنيكوفا | 1-6 ، 2-6        |
| الفائز        | 23 تشرين الأول/أكتوبر 2016  | الحمامات، تونس | ملعب صلب | جايد سوفرين      | 4–0 (انسحاب)     |
| المركز الثاني | 30 أيلول/سبتمبر 2018        | المنستير، تونس | ملعب صلب | باربرا بونيتش    | 6-4، 1-6، 3-6    |

### زوجي: 3 (2-1)
| البطولة              |
| -------------------- |
| بطولات 100،000 دولار |
| بطولات 75000 دولار   |
| بطولات 50،000 دولار  |
| البطولات 25000 دولار |
| بطولات 15000 دولار   |
| بطولات 10000 دولار   |

| النهائيات        |
| ---------------- |
| ملعب صلب (2-1)   |
| ملعب ترابي (0–0) |
| ملعب عشبي (0-0)  |
| ملعب سجاد (0-0)  |

| النتيجة       | التاريخ              | البطولة | الملعب   | الشريكة        | المنافستان                             | النتيجة النهائيّة |
| ------------- | -------------------- | ------- | -------- | -------------- | -------------------------------------- | ---------------- |
| الفائز        | 12 أيلول/سبتمبر 2015 | تونس    | ملعب صلب | فاليريا ميشينا | فيديريكا جو جارديلا ماريانا ناتالي     | 6–3، 6–3         |
| المركز الثاني | 8 أيلول/سبتمبر 2018  | تونس    | ملعب صلب | أندريا كا      | بولا أرياس مانجون أندريا لازارو جارسيا | 1–6، 0–6         |
| الفائز        | 29 أيلول/سبتمبر 2018 | تونس    | ملعب صلب | باربرا بونيتشو | نادية إشفيريا آنا بوبيسكو              | 6-4، 6-4         |